# Нејагава
Нејагава (јап. 寝屋川市) град је у Јапану у префектури Осака. Према попису становништва из 2005. у граду је живело 241.825 становника.

## Становништво
Према подацима са пописа, у граду је 2005. године живело 241.825 становника.
| 1995.   | 2000.   | 2005.   |
| ------- | ------- | ------- |
| 258.443 | 250.806 | 241.825 |